# Оулавюр Інгі Скуласон
Заголовок цієї статті — це ісландське ім'я, де Оулавюр Інгі — особове ім'я, а Скуласон — ім'я по батькові. 
Оулавюр Інгі Скуласон (ісл. Ólafur Ingi Skúlason, нар. 1 квітня 1983, Рейк'явік) — ісландський футболіст, півзахисник клубу ««Карабюкспор» і національної збірної Ісландії.

## Клубна кар'єра
У дорослому футболі дебютував 2000 року виступами за команду клубу «Філкір», в якій провів один сезон, взявши участь у 20 матчах чемпіонату. 
Своєю грою за цю команду привернув увагу представників тренерського штабу лондонського «Арсенала», до складу якого приєднався 1 липня 2001 року. Провів у стані «канонірів» наступні два сезони своєї ігрової кар'єри, проте до лав основної команди клубу не залучався. У 2003 році повернувся назад в «Філкір» на короткострокову оренду до кінця сезону і був визнаний найкращим молодим гравцем в ісландському чемпіонаті.
Дебютував в «Арсеналі» 2 грудня 2003 року в матчі проти «Вулвергемптон Вондерерз», замінивши Джастіна Гойта на 55-й хвилині матчу на Кубок англійської ліги. Цей матч так і залишився єдиним для ісландця за першу команду лондонців. Покинув «Арсенал» 22 травня 2005 року. 
22 червня 2005 року підписав контракт з «Брентфордом». Оулавюр майже повністю пропустив сезон 2005/06 через травму хрестоподібних зв'язок коліна після зіткнення з Дереком Нівеном у матчі проти «Честерфілда». Повернувся в стрій до початку сезону 2006/07, забив переможний гол у першій грі сезону з «Блекпулом».
21 лютого 2007 року Оулавюр підписав контракт зі шведським «Гельсінгборгом». Провів у клубі три сезони і, відмовившись від нового контракту, 1 січня 2010 року підписав контракт з данським клубом «Сеннер'юск».
Через рік Скуласон підписав контракт з бельгійським «Зюлте-Варегемом» і залишився там на чотири роки, після чого відправився до Туреччини, де спочатку провів один сезон у «Генчлербірлігі», відігравши за команду з Анкари 25 матчів в національному чемпіонаті, а потім став виступати за «Карабюкспор».

## Виступи за збірні
У 2001 році дебютував у складі юнацької збірної Ісландії, взяв участь у 4 іграх на юнацькому рівні.
Протягом 2002–2005 років залучався до складу молодіжної збірної Ісландії. На молодіжному рівні зіграв у 12 офіційних матчах, був капітаном команди
20 листопада 2003 року дебютував в офіційних матчах у складі національної збірної Ісландії в товариській грі проти Мексики. 
У складі збірної був учасником чемпіонату світу 2018 року у Росії.
Наразі провів у формі головної команди країни 35 матчів, забивши 1 гол.